# Wolfgang Bangert
Wolfgang Bangert (* 27. Dezember 1901 in Berlin; † 9. April 1973 in Kassel) war ein deutscher Stadtplaner und Architekt. 

## Leben
Wolfgang Bangert, Sohn eines Berliner Architekten, studierte von 1920 bis 1924 Architektur und Städtebau an der Technischen Hochschule Berlin bei Hermann Jansen und Gerhard Jobst. 1924 kam er als Mitarbeiter von Stadtrat Ernst May nach Frankfurt am Main. Im Planungsstab Ernst Mays in Frankfurt am Main arbeitete Bangert an den Generalplänen für die prämierten Siedlungen Praunheim, Römerstadt und Westhausen im Rahmen des Stadtplanungsprogramms „Neues Frankfurt“. Bei May traf er erstmals auf Eugen Blanck. 1933 nahm er an der CIAM-Tagung in Athen teil.
Ab 1930 arbeitete Bangert im Stadtbauamt der Stadtverwaltung Köln. Hier war er zuständig für die Gesamtplanung für das rechtsrheinische Kölner Stadtgebiet. In ihrem Sanierungskonzept für die Kölner Altstadt prägten Eugen Blanck und Bangert 1934 den für den Städtebau des 20. Jahrhunderts als Leitbild geltenden Begriff der „Stadtlandschaft“. Seit 1935 war Bangert städtischer Baurat und Leiter des Planungsamtes in Krefeld. Zwischenzeitlich promovierte er 1936 bei Gottfried Feder an der Technischen Hochschule Berlin.  In seiner Dissertation befasste sich Bangert mit dem Thema „Baupolitik und Stadtgestaltung in Frankfurt am Main: Ein Beitrag zur Entwicklungsgeschichte des deutschen Städtebaues in den letzten 100 Jahren“.
Nach Kriegsende arbeitete er bis 1948 als freier Architekt. Im Juni 1946 verfasste er mit Eugen Blank eine Denkschrift zur Planung für den Wiederaufbau von Köln. 1948/1949 war Bangert wiederum als städtischer Baurat in Krefeld tätig, und als solcher für die Aufstellung des Neuordnungsplanes für die Innenstadt und die Ausstellung „Krefeld im Aufbau“ verantwortlich. Zu dieser Zeit wurde er in den Deutschen Werkbund berufen.
Von 1949 bis 1966 war Bangert als Stadtbaurat der Stadt Kassel tätig. Hier war er als Leiter des gesamten städtischen Bauwesens zunächst für den Wiederaufbau der Innenstadt verantwortlich, von 1953 an dann auch für die Durchführung der Bundesgartenschau 1955. Als Stadtbaurat hinterließ er eine für diese Zeit einmalige Sammlung aller den Wiederaufbau betreffenden Artikel der Tagespresse der Jahre 1949 bis 1953.
Sein Sohn ist der Architekt Dietrich Bangert.

## Vorstandstätigkeiten
Bangert war Mitglied im Bauausschuss des Deutschen Städtetags (BST) und Vorsitzender des untergeordneten Bauausschusses des Hessischen Städtetags (HStT). Er war Präsidiumsmitglied der Deutschen Akademie für Städtebau und Landesplanung und dort Vorsitzender der Landesgruppe Hessen/Rheinland-Pfalz/Saarland.

## Auszeichnungen und Ehrungen
- April 1968: Bundesverdienstkreuz 1. Klasse
- Bangert war Ehrenmitglied im Bund Deutscher Architekten (BDA).
- Die Wolfgang-Bangert-Straßen in Kassel-Niederzwehren (seit 19??) und in Frankfurt-Kalbach-Riedberg (seit April 2013) sind nach ihm benannt.[5][6]